# Molophilus womba
Molophilus womba là một loài ruồi trong họ Limoniidae. Chúng phân bố ở miền Australasia.